# Chelmon marginalis

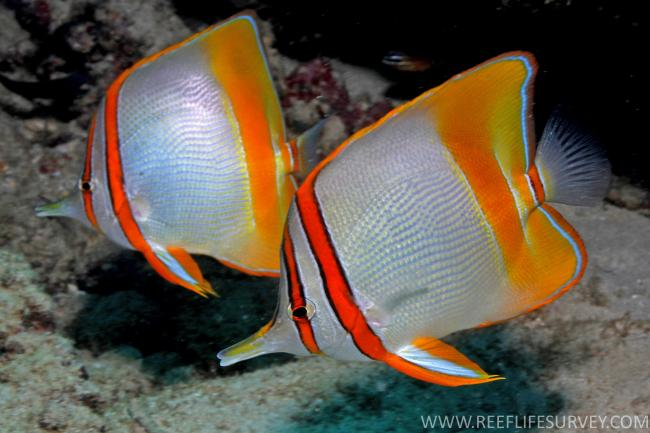
Pareja de Chelmon marginalis adultos.

El pez mariposa Chelmon marginalis  es un pez marino, de la familia de los Chaetodontidae. 
Muy parecido a su popular congénere Chelmon rostratus, se diferencia externamente de este, en que la tercera raya dorada que atraviesa la parte central del cuerpo, se ha convertido en una sombra difusa, y las dos rayas posteriores, incluido el ocelo, se han difuminado, en el caso de C. marginalis.

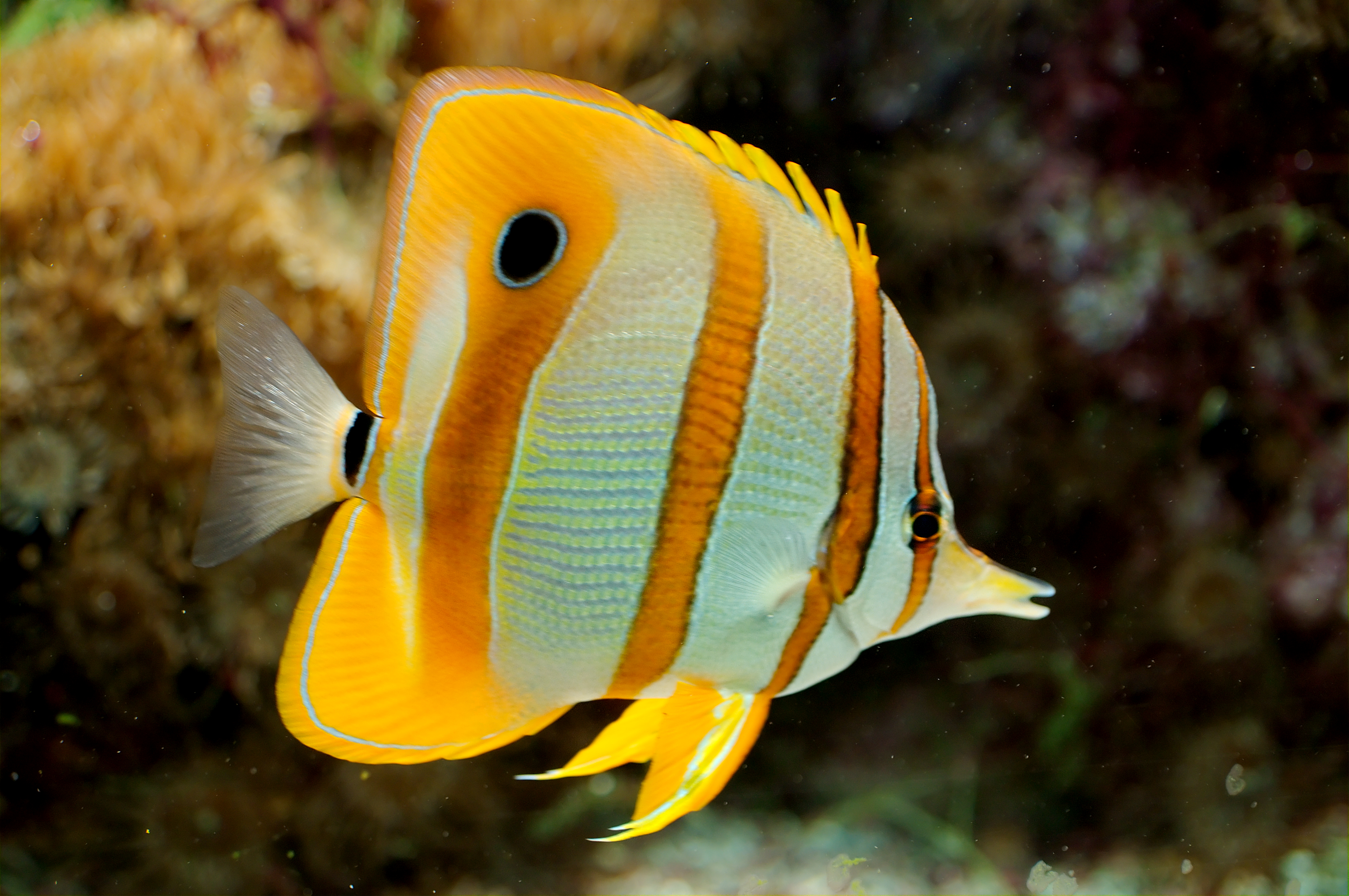
Chelmon rostratus

## Morfología
De cuerpo alto comprimido lateralmente. Su coloración es blanco nacarado en todo el cuerpo, y presenta cuatro rayas amarillas, o anaranjadas, verticales de distinto grosor. De más estrecha en la cabeza a más gruesa hacia la cola. La cuarta raya está en el nacimiento de la aleta caudal, y junto a la tercera raya, están difuminadas, presentando un desdibujado ocelo negro. Los juveniles poseen el ocelo y una quinta raya visibles, como los de su congénere C. rostratus, pero se van difuminando con el crecimiento, hasta casi desaparecer. Tiene también una franja amarilla más, que cruza al pez frontalmente desde el extremo de la boca hasta el nacimiento de la aleta dorsal. Esta aleta cuenta en el nacimiento con una serie de espinas, que eriza con los cambios de humor.
Posee una nariz alargada muy característica, que puede llegar a sobrepasar los 3 cm , y que está adaptada para su alimentación de animales bentónicos y en pequeñas grietas.
Alcanza los 18 cm de largo. Tiene entre 9 y 10 espinas dorsales, de 29 a 33 radios blandos dorsales, 3 espinas anales, y 21 o 22 radios blandos anales. 

## Hábitat y distribución
Esta especie está asociada a arrecifes coralinos, próximos a la costa, incluyendo laderas de arrecifes exteriores y simas. También cerca de las orillas de islas. Su rango de profundidad es entre 1 y 30 metros. Aunque se han localizado ejemplares entre 0.5 y 78 m de profundidad, y en un rango de temperatura entre 24.93 y 28.21 °C.
Suelen habitar en solitario o en pareja. Su población salvaje es abundante, siendo una especie común y estable.
Se distribuye en el océano Pacífico, en el norte de Australia; desde Abrollos en el oeste, hasta el norte de la Gran Barrera de Arrecife, y en Papúa Nueva Guinea.

## Alimentación
Omnívoro, en la naturaleza se nutre de gusanos tubícolas, pequeños crustáceos, y cangrejos.

## Reproducción
Son gonocóricos, de sexos separados, y no cambian de sexo. No presentan dimorfismo sexual. Son dispersores de huevos.

## Mantenimiento
Requieren acuarios de arrecife maduros, con roca viva y sustrato arenoso que les proporcionen fauna bentónica para su alimentación. Este factor es clave para su mantenimiento en cautividad, ya que no acepta alimento disecado y en ocasiones tampoco la artemia o mysis congelados. Se recomienda su mantenimiento tan solo por acuaristas avanzados.
Las condiciones del agua deben ser estables, ya que es sensible a variaciones de densidad salina, Ph, nitratos y resto de parámetros. También son muy sensibles a determinadas enfermedades relacionadas con la piel. Es recomendable la utilización de esterilizadores ultravioleta para la eliminación de las plagas patógenas.
Es un predador de la Aiptasia, pequeña anémona que se convierte en plaga de acuarios de arrecife.